# Audrey Christiaan
Audrey Christiaan is een Surinaams bestuurder, activiste en politicus. Als voorzitter van verschillende organisaties zet ze zich in voor inheemse belangen en milieubescherming. Ze is lid van het hoofdbestuur van de Partij voor Recht en Ontwikkeling (PRO).

## Biografie
Audrey Christiaan is een dochter van tante Thelma Christiaan-Bigiman. In 2011 nam zij het voorzitterschap van haar moeder over van de Inheemse Sociaal-Culturele Vereniging Juku Jume Mar, vertaald We gaan met de mieren mee. Daarnaast was ze actief betrokken bij de Vereniging Inheemse Dorpshoofden Suriname (VIDS).
Rond de jaarwisseling naar 2015 nam ze het initiatief tot de oprichting van het Platform voor Eenheid en Solidariteit voor Alliantie en Vooruitgang (ESAV). De formele proclamatie met een 15-puntenprogramma vond op 21 januari 2015 plaats in het PWO-centrum in Paramaribo. Ze wil onder meer erkenning van inheemse volkeren in de Grondwet van Suriname als eerste bewoners van Suriname en gebeurtenissen in de Surinaamse geschiedenis laten onderzoeken vanuit het perspectief van inheemse volkeren. Ze is daarnaast een groot voorstander van onderwijs en streeft met ESAV naar natuurbescherming.
In maart 2019 legde ze het voorzitterschap bij ESAV neer om zich te kunnen richten op een politieke carrière; ze bleef wel aan als voorzitter van Juku Jume Mar. Ze werd gekozen tot lid van het hoofdbestuur van de Partij voor Recht en Ontwikkeling (PRO) en tijdens de verkiezingen van 2020 was ze kandidaat op plaats 2 in het district Paramaribo. De partij verwierf echter geen zetels.
Ze is sinds minimaal 2015 lid van de Nationale Reparatie Commissie Suriname en maakte eind 2022 deel uit van de delegatie die met de Nederlandse regering sprak over het erkenning, excuses en herstel van het slavernijverleden.
Tijdens de verkiezingen van 2025 stond zij op nummer 9 van de lijst van de A20, dat een samenwerkingslijst is van A20, DOE en de PRO.